# Shemar Wilson
Shemar Wilson (Avondale, 28 de abril de 2001) es un jugador de baloncesto estadounidense que mide 2,06 metros y juega en la posición de pívot. Actualmente pertenece a la plantilla del Real Valladolid Baloncesto de la Primera FEB.

## Trayectoria
Wilson es un escolta pívot en el Tolleson Union High School de Tolleson (Arizona), antes de ingresar en el Phoenix College, donde jugaría durante la temporada 2020-21.
En 2021, ingresa en la Universidad de Texas en Arlington, institución académica ubicada en Arlington, Texas, donde jugaría durante tres temporadas la NCAA con los Texas-Arlington Mavericks, desde 2021 a 2024.
El 30 de julio de 2024, firma por el Real Valladolid Baloncesto de la Primera FEB.